# Rezerwat przyrody Bagno Przecławskie
Rezerwat przyrody Bagno Przecławskie – rezerwat torfowiskowy położony na terenie powiatu mieleckiego, w gminie Przecław.

## Opis rezerwatu
Rezerwat powstał w 1979 r. w celu zachowania w stanie naturalnym wielu zbiorowisk, zwłaszcza roślinności torfowiskowej, charakterystycznych dla Kotliny Sandomierskiej. Rezerwat leży poza granicami innych wielkoobszarowych form ochrony przyrody. W samym rezerwacie zlokalizowane są dwa użytki ekologiczne, co jest sytuacją rzadko spotykaną w Polsce.
Rezerwat ma kształt kwadratu o powierzchni 25,56 ha i nie posiada otuliny. Położony jest około 0,5 km na południe od drogi łączącej Przecław z Łączkami Brzeskimi i obejmuje niewielkie otwarte torfowisko wraz z otaczającym je lasem. Torfowisko było w przeszłości eksploatowane, czego pozostałością są jeziorka bagienne. Torfowisko stopniowo zarasta skarłowaciałą sosną i brzozą.
Szata roślinna obszaru chronionego obejmuje m.in. pływające pło mszarne, mszar wysokotorfowiskowy i sosnowy bór bagienny.
Rezerwat posiada zadania ochronne na lata 2016–2021, obejmujące monitoring zmian w zbiorowiskach roślinności torfowiskowej oraz porządkowanie i zabezpieczenie wyznaczonego szlaku pieszego.
Rezerwat został udostępniony do zwiedzania.

## Flora
modrzewnica zwyczajna, żurawina błotna, wełnianka pochwowata, wełnianka szerokolistna, wełnianka wąskolistna, turzyca bagienna, przygiełka biała, bagnica torfowa, rosiczka okrągłolistna, rosiczka długolistna, rosiczka pośrednia, widłak goździsty, widłak spłaszczony, pomocnik baldaszkowy, gruszyczka zielonawa, brzoza czarna, kruszyna pospolita

## Fauna

### Płazy
traszka grzebieniasta, traszka zwyczajna, kumak nizinny, grzebiuszka ziemna, ropucha szara, ropucha zielona, rzekotka drzewna, żaba jeziorkowa, żaba wodna, żaba moczarowa.

### Gady
jaszczurka zwinka, jaszczurka żyworodna, padalec zwyczajny, żmija zygzakowata.

### Ptaki
sójka, czyż, trznadel, rudzik, zięba, lerka, świergotek drzewny, sikora bogatka, sikora sosnówka, sikora czubatka, kukułka, dzięcioł średni, dzięcioł czarny, myszołów zwyczajny, cietrzew, bocian czarny, słonka, brodziec samotny, kaczka krzyżówka.

### Ssaki
mroczek późny, borowiec wielki, ryjówka aksamitna, ryjówka malutka, wiewiórka, rzęsorek rzeczek, karczownik ziemnowodny, orzesznica, nornik bury, myszarka zaroślowa, wilk szary, lis rudy, jenot azjatycki, borsuk europejski, kuna leśna, tchórz zwyczajny, łasica pospolita, dzik, sarna, jeleń szlachetny.